# Discontented Husbands
Discontented Husbands er en amerikansk stumfilm fra 1924 af Edward LeSaint.

## Medvirkende
- James Kirkwood som Michael Frazer
- Cleo Madison som Jane Frazer
- Grace Darmond som Emily Ballard
- Arthur Rankin som Dick Everton
- Vernon Steele som Jack Ballard
- Carmelita Geraghty som Marcia Frazer
- Muriel McCormac som Ballard